# Thymebatis similis
Thymebatis similis är en stekelart som först beskrevs av Brethes 1909.  Thymebatis similis ingår i släktet Thymebatis och familjen brokparasitsteklar. Inga underarter finns listade i Catalogue of Life.